# Mickleby
Mickleby – wieś w Anglii, w hrabstwie North Yorkshire, w dystrykcie (unitary authority) North Yorkshire. Leży 65 km na północ od miasta York i 336 km na północ od Londynu. W 2001 miejscowość liczyła 165 mieszkańców.